# Тула (Сасари)
Тула (итал. Tula) је насеље у Италији у округу Сасари, региону Сардинија.
Према процени из 2011. у насељу је живело 1495 становника. Насеље се налази на надморској висини од 243 м.

## Становништво
Према резултатима пописа становништва 2011. у општини је живело 1.598 становника.
| 1931. | 1936. | 1951. | 1961. | 1971. | 1981. | 1991. | 2001. | 2011. |
| ----- | ----- | ----- | ----- | ----- | ----- | ----- | ----- | ----- |
| 1.596 | 1.630 | 2.110 | 2.008 | 1.618 | 1.704 | 1.709 | 1.665 | 1.598 |